# Xoài Brooks

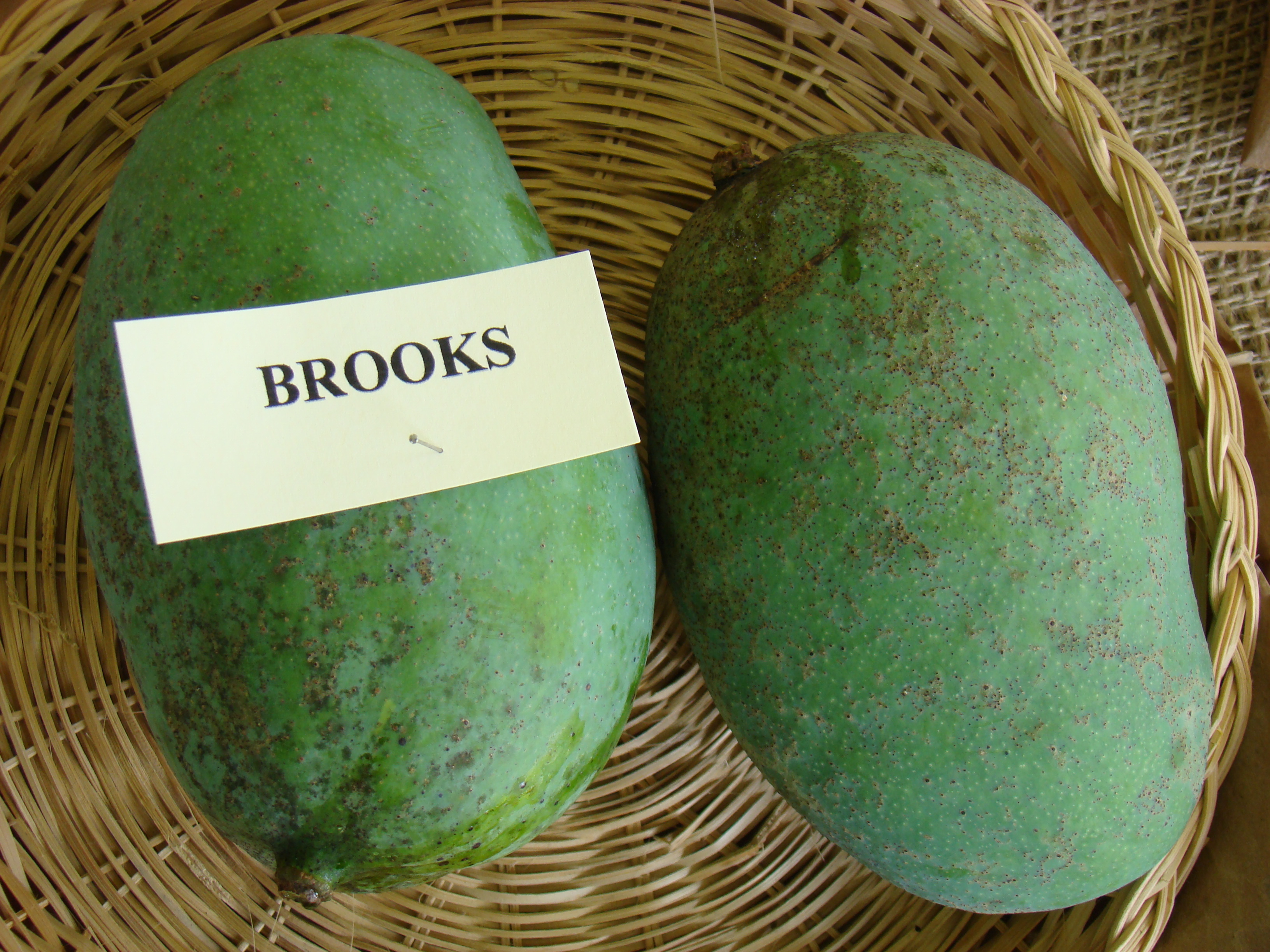
Hai trái xoài Brooks tại Lễ hội trái cây mùa hè Redland, Florida

Xoài 'Brooks' (còn được gọi là ' Brooks late') là giống xoài thương mại chín vào cuối mùa có nguồn gốc ở miền nam Florida. Nó là giống cha mẹ của một số giống có nguồn gốc ở bang Florida.

## Lịch sử
Cây ban đầu được trồng từ một hạt giống xoài 'Sandersha' hoặc 'Totapuri' (Maharashtra, Ấn Độ) được trồng trên đất đai của ông Brooks ở Miami, Florida năm 1910. Nguồn gốc Sandersha của giống xoài Brooks sau đó được chứng minh bởi một phân tích phả hệ năm 2005. Cây được cho là ra đợt quả đầu tiên vào năm 1916 và việc nhân giống bắt đầu vào năm 1924. Sau Haden, nó là giống cây trồng thứ hai ở Florida được đặt tên. Brooks đã vượt qua được một số điều kiện thương mại và vẫn được phát triển trên quy mô thương mại ở Florida và Châu Phi. Nó cũng là cha mẹ của một số quả xoài Florida, bao gồm Kent, Sensation, Hatcher và có lẽ là Keitt.
Cây xoài Brooks được trồng trong các bộ sưu tập tại kho tế bào mầm của USDA ở Miami, Florida, Đại học Trung tâm Nghiên cứu và Giáo dục nhiệt đới của Florida ở Homestead, Florida, và  Công viên trái cây và gia vị Miami-Dade, cũng ở Homestead.

## Miêu tả
Quả có hình dạng thuôn dài và không có mũi khoằm. Da chuyển sang màu xanh vàng khi chín. Thịt có màu vàng vố tỷ lệ chất xơ trung bình và có hương vị nhẹ, ngọt. Nó chứa một hạt giống đơn phôi. Ở Florida, trái cây thường chín từ tháng 8 đến đầu tháng 10, làm cho nó trở thành một giống cây trồng cuối mùa ở đó.
Cây có xu hướng có sức sống thấp và chiều cao không cao hơn 20 feet và có tán mở rộng.